# Tomasz Szczęsny
Tomasz Szczęsny – polski kierowca rajdowy i wyścigowy.

## Życiorys
Ukończył Politechnikę Warszawską. Pracował w FSO w dziale kontroli jakości. Karierę sportową rozpoczął od jazdy Zastavą w KJS. W 1982 roku zadebiutował w RSMP jako pilot Ryszarda Granicy (Renault 5 Alpine). Załoga zdobyła wicemistrzostwo Polski w grupie II klasie 8. W 1983 roku rywalizował jako kierowca rajdowy samochodem Polski Fiat 125p 1500, zajmując siódme miejsce w grupie A klasie FSO oraz dwunaste w Pucharze FSO.
Jednocześnie w 1982 roku zadebiutował w WSMP, początkowo ścigając się w klasie 3 i zajmując szóste miejsce w klasyfikacji końcowej. W sezonie 1983 rywalizował w klasie 4, zajmując trzecie miejsce w klasyfikacji generalnej. W 1984 roku zadebiutował w wyścigach samochodów jednomiejscowych, zajmując Promotem 83 szóste miejsce w klasie 6. W sezonie 1985 był piąty. W roku 1986 zajął 14. miejsce w klasyfikacji Polskiej Formuły Easter, wystartował również w eliminacji Pucharu Pokoju i Przyjaźni na torze Bikernieki (15. pozycja). Rok później był siedemnasty w WSMP. Następnie jego samochód w Formule Easter przejął Bogdan Pawlak.
Szczęsny kontynuował starty w wyścigach samochodami Estonia, początkowo 21, a następnie 25. W 1993 roku zajął czwarte miejsce w klasie E2. W 1994 zajął piąte miejsce w klasie E-1600, zmieniając w trakcie sezonu samochód na Reynarda 883. W latach 1995–1996 zdobył tytuł mistrza Polski w klasie E-1600. W sezonie 1997 był wicemistrzem. Karierę zakończył w 1999 roku.
Po zakończeniu kariery kierowcy sportowego podjął się budowy replik starych samochodów, w tym rajdowych.

## Wyniki
| Legenda oznaczeń w tabelach wyników Wyświetl szablon na nowej stronie | Legenda oznaczeń w tabelach wyników Wyświetl szablon na nowej stronie                                                                     |
| Oznaczenie                                                            | Wyjaśnienie |
| --------------------------------------------------------------------- | --- |
| Złoty                                                                 | Zwycięzca lub mistrzostwo |
| Srebrny                                                               | 2. miejsce lub wicemistrzostwo |
| Brązowy                                                               | 3. miejsce lub II wicemistrzostwo |
| Zielony                                                               | Ukończył, punktował (w klasyfikacji generalnej, gdy zdobył co najmniej jeden punkt na przestrzeni sezonu, poza trzema powyższymi opcjami) |
| Niebieski                                                             | Ukończył, nie punktował (w klasyfikacji generalnej, gdy nie zdobył co najmniej jednego punktu na przestrzeni sezonu)                      |
| Czerwony                                                              | Nie zakwalifikował się (NZ) |
| Czerwony                                                              | Nie prekwalifikował się (NPK) |
| Różowy                                                                | Nie ukończył (NU) |
| Różowy                                                                | Niesklasyfikowany (NS) (w klasyfikacji generalnej, gdy nie został sklasyfikowany w żadnym wyścigu sezonu)                                 |
| Czarny                                                                | Zdyskwalifikowany (DK) |
| Czarny                                                                | Wykluczony (WYK/EX) |
| Biały                                                                 | Nie wystartował (NW) |
| Biały                                                                 | Kontuzjowany (K/INJ) |
| Biały                                                                 | Wyścig odwołany (OD/C) |
| Bez koloru                                                            | Został wycofany (WYC/WD) |
| Bez koloru                                                            | Nie przybył (NP/DNA) |
| Bez koloru                                                            | Nie brał udziału w treningach (NT/DNP) |
| Bez koloru                                                            | Nie został zgłoszony (–) |
| Pogrubienie                                                           | Start z pole position |
| Kursywa                                                               | Najszybsze okrążenie wyścigu |
| †                                                                     | Nie ukończył, ale jego rezultat został zaliczony ze względu na przejechanie więcej niż 90% dystansu wyścigu.                              |
| *                                                                     | Sezon w trakcie |
| 1/2/3                                                                 | Punktowana pozycja w sprincie kwalifikacyjnym                                                                                             |
| Lista systemów punktacji Formuły 1                                    | |

### Puchar Pokoju i Przyjaźni
| Rok  | Samochód  | Silnik | Wyniki w poszczególnych eliminacjach | Wyniki w poszczególnych eliminacjach | Wyniki w poszczególnych eliminacjach | Wyniki w poszczególnych eliminacjach | Wyniki w poszczególnych eliminacjach | Wyniki w poszczególnych eliminacjach | Wyniki w poszczególnych eliminacjach | Pkt. | Msc. |
| ---- | --------- | ------ | ------------------------------------ | ------------------------------------ | ------------------------------------ | ------------------------------------ | ------------------------------------ | ------------------------------------ | ------------------------------------ | ---- | ---- |
| 1986 |           |        | Polska                               | Czechosłowacja                       |                                      |                                      |                                      |                                      |                                      | 30   | 39   |
| 1986 | Promot II | Łada   | -                                    | -                                    | -                                    | 15                                   | -                                    | -                                    | -                                    | 30   | 39   |

### Polska Formuła Easter
| Rok  | Zespół                   | Samochód  | Silnik | Wyniki w poszczególnych eliminacjach | Wyniki w poszczególnych eliminacjach | Wyniki w poszczególnych eliminacjach | Wyniki w poszczególnych eliminacjach | Wyniki w poszczególnych eliminacjach | Pkt. | Msc. |
| ---- | ------------------------ | --------- | ------ | ------------------------------------ | ------------------------------------ | ------------------------------------ | ------------------------------------ | ------------------------------------ | ---- | ---- |
| 1984 |                          |           |        | Polska                               | Polska                               | Polska                               | Polska                               | Polska                               | 147  | 6    |
| 1984 | Automobilklub Warszawski | Promot II | Łada   | NU                                   | 10                                   | 10                                   | 7                                    | 6                                    | 147  | 6    |
| 1985 |                          |           |        | Polska                               | Polska                               | Polska                               | Polska                               | Polska                               | 150  | 5    |
| 1985 | Automobilklub Warszawski | Promot II | Łada   | 5                                    | 7                                    | NU                                   | 11                                   | 4                                    | 150  | 5    |
| 1986 |                          |           |        | Polska                               | Polska                               | Polska                               | Polska                               | Polska                               | 109  | 14   |
| 1986 | Automobilklub Warszawski | Promot II | Łada   | 5                                    | 17                                   | 4                                    | NS                                   | NU                                   | 109  | 14   |
| 1987 |                          |           |        | Polska                               | Polska                               | Polska                               | Polska                               | Polska                               | 76   | 17   |
| 1987 | Automobilklub Warszawski | Promot II | Łada   | NU                                   | 8                                    | NU                                   | 6                                    | NU                                   | 76   | 17   |

### Polska Formuła 3
| Rok  | Zespół                        | Samochód    | Silnik     | Wyniki w poszczególnych eliminacjach | Wyniki w poszczególnych eliminacjach | Wyniki w poszczególnych eliminacjach | Wyniki w poszczególnych eliminacjach | Wyniki w poszczególnych eliminacjach | Wyniki w poszczególnych eliminacjach | Wyniki w poszczególnych eliminacjach | Wyniki w poszczególnych eliminacjach | Wyniki w poszczególnych eliminacjach | Wyniki w poszczególnych eliminacjach | Pkt. | Msc. |
| ---- | ----------------------------- | ----------- | ---------- | ------------------------------------ | ------------------------------------ | ------------------------------------ | ------------------------------------ | ------------------------------------ | ------------------------------------ | ------------------------------------ | ------------------------------------ | ------------------------------------ | ------------------------------------ | ---- | ---- |
| 1995 |                               |             |            | Polska                               | Polska                               | Polska                               | Polska                               | Polska                               | Polska                               | Polska                               |                                      |                                      |                                      | 57   | 4    |
| 1995 | Hollywood                     | Reynard 883 | Volkswagen | 2                                    | 6                                    | 4                                    | -                                    | -                                    | 2                                    | -                                    |                                      |                                      |                                      | 57   | 4    |
| 1995 | Hollywood                     | Reynard 893 | Volkswagen | -                                    | -                                    | -                                    | -                                    | 6                                    | -                                    | -                                    |                                      |                                      |                                      | 57   | 4    |
| 1996 |                               |             |            | Polska                               | Polska                               | Polska                               | Polska                               | Polska                               | Polska                               |                                      |                                      |                                      |                                      | 65   | 2    |
| 1996 | Hollywood                     | Reynard 883 | Volkswagen | 4                                    | 2                                    | 3                                    | 2                                    | 1                                    | 2                                    |                                      |                                      |                                      |                                      | 65   | 2    |
| 1998 |                               |             |            | Polska                               | Polska                               | Polska                               | Polska                               | Polska                               | Polska                               | Polska                               | Polska                               | Polska                               | Polska                               | 115  | 6    |
| 1998 | Autoklub Rzemieślnik Warszawa | Reynard 883 | Volkswagen | NU                                   | 3                                    | -                                    | -                                    | 3                                    | 3                                    | 4                                    | 5                                    | NW                                   | NU                                   | 115  | 6    |
| 1999 |                               |             |            | Polska                               | Polska                               | Polska                               | Polska                               | Polska                               | Polska                               | Polska                               |                                      |                                      |                                      | 4    | 7    |
| 1999 | Autoklub Rzemieślnik Warszawa | Reynard 883 | Volkswagen | 5                                    | 5                                    | NU                                   | -                                    | -                                    | -                                    | -                                    |                                      |                                      |                                      | 4    | 7    |